# 미르까즈
미르까즈(아랍어: مِرقاز)는 마그레브 지역의 매운 양고기 또는 쇠고기 소시지이다. 중동과 유럽에서도 먹는다. 특히 20세기 후반 프랑스에서 널리 인기를 끌었으며, 전 세계에 프랑스어 이름인 메르게즈(merguez)로도 알려져 있다. 베르베르어 이름은 아마르가즈(ⴰⵎⴰⵔⴳⴰⵣ)이다.

## 만들기
다진 양고기나 쇠고기 또는 둘을 섞은 것을 쿠민, 고추, 하리사 등으로 매콤하게 양념해 양 창자 케이싱에 넣어 만든다. 숨마끄, 회향, 마늘 등의 양념이 추가로 들어가기도 한다. 흔히 그릴에 구워 먹는다. 말린 미르까즈는 타진 요리에 맛을 내는 데 쓰이기도 한다.

## 사진

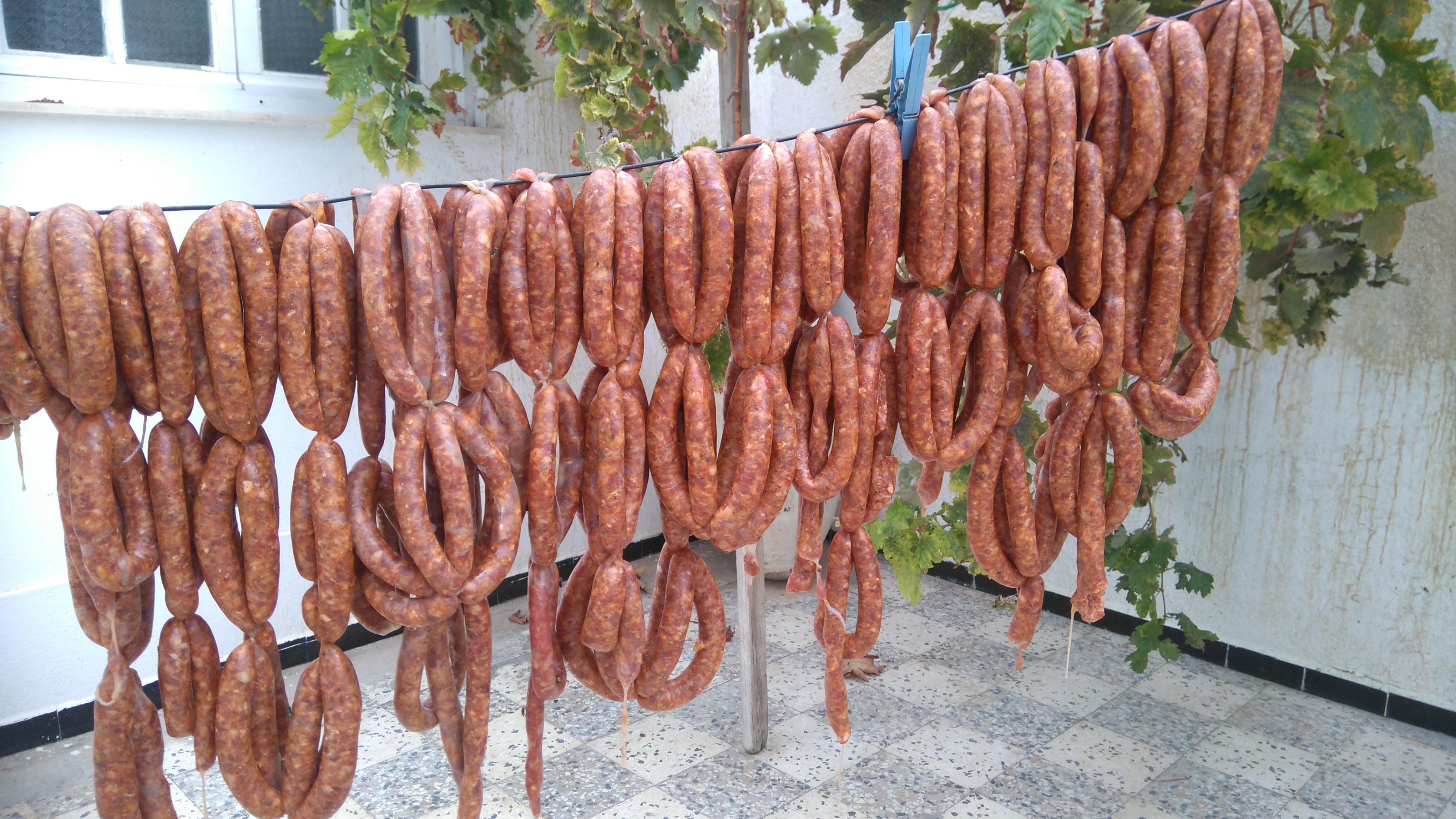
미르까즈 말리기
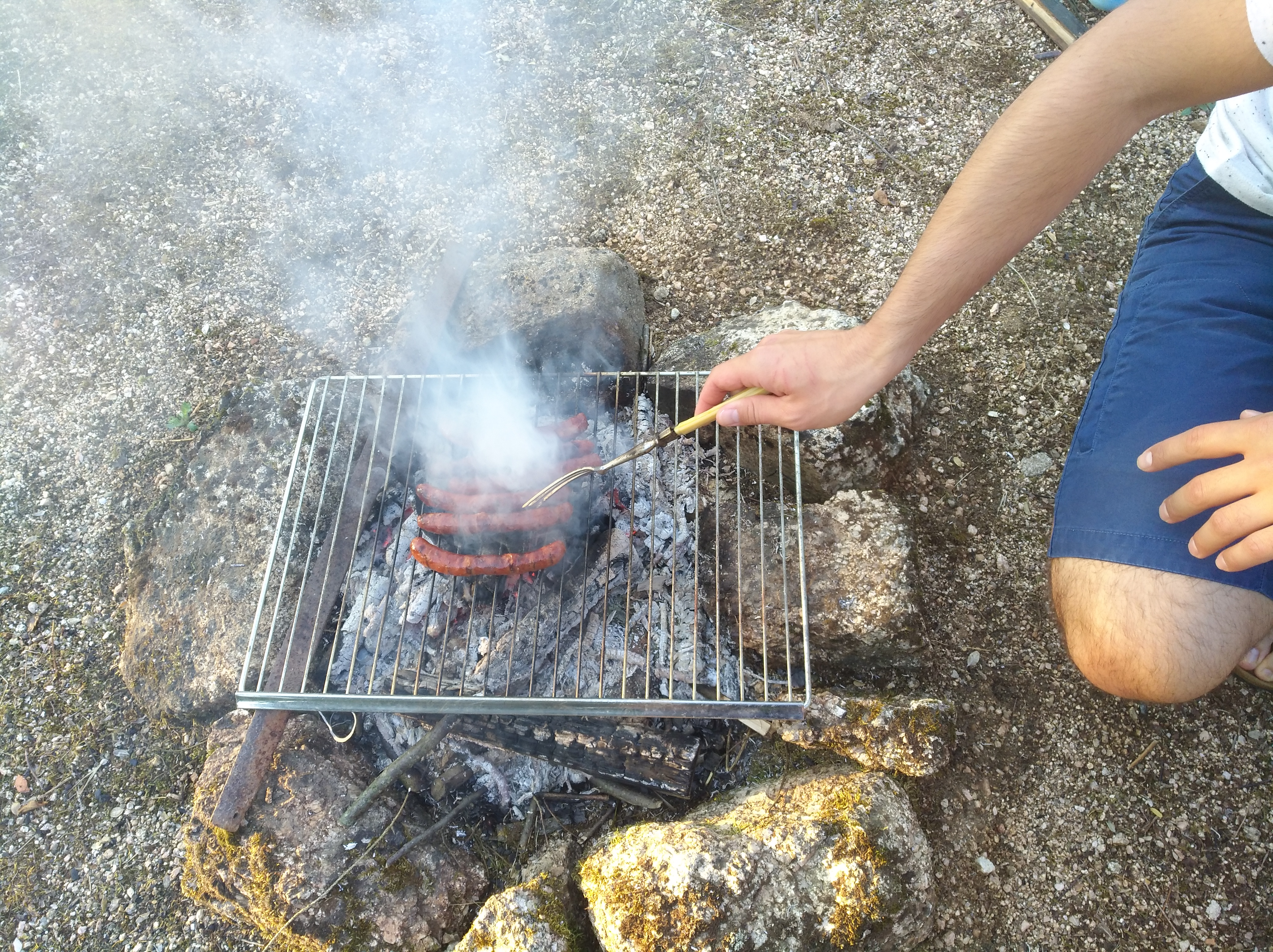
미르까즈 굽기
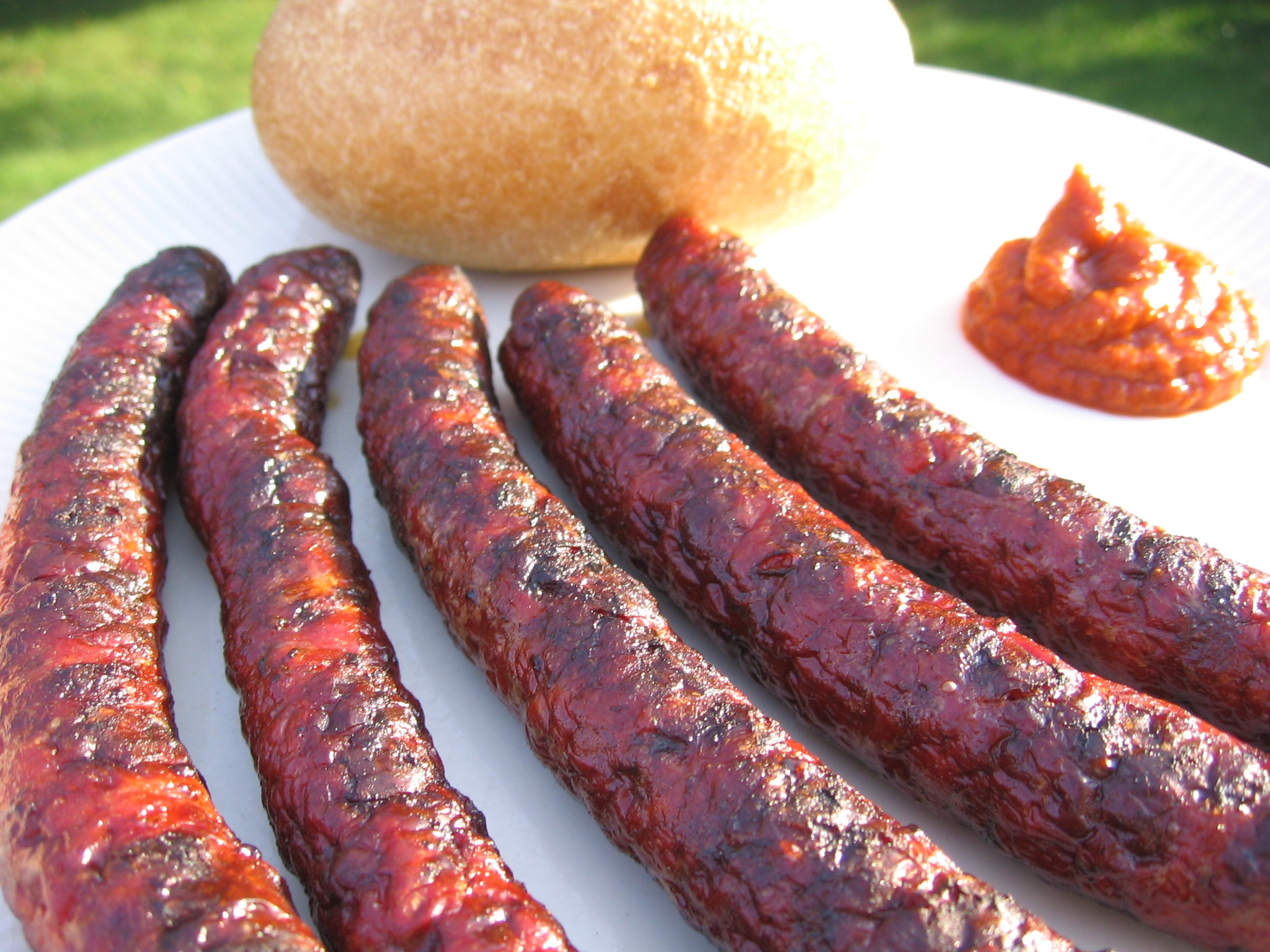
구운 미르까즈

## 같이 보기
- 베르베르 요리